# 第39集团军 (苏联)
第39集团军是一个二战时期成立，两次重组的苏联红军集团军。
1941年第一次成立，苏德战争爆发后曾参加勒热夫战役。1942年第二次成立，后移动至蒙古，参加苏日战争，属外贝加尔方面军，司令为伊万·伊里奇·柳金科夫，副司令为格奥尔基·基里洛维奇·科兹洛夫，占领中国东北城市大连，后驻扎于旅顺。集团军司令领导指挥苏军驻旅大部队。阿法纳西·帕夫兰蒂耶维奇·别洛博罗多夫担任司令。1955年，集团军从旅顺撤军，隔年解散。1967年第三次组建于蒙古乌兰巴托，1992年撤出蒙古。